# コモンシギ
コモンシギ（小紋鴫、学名：Calidris subruficollis）は、チドリ目シギ科に分類される鳥類の一種である。以前はコモンシギ属（Tryngites）に分類されていたが、最近の研究によりオバシギ属（Calidris）に分類された。

## 分布
北アメリカ北部の北極圏で繁殖し、冬期は南アメリカ（主にアルゼンチン）に渡りをおこない越冬する。
日本では迷鳥として、北海道、本州、奄美大島での観察記録がある。本来は小さい群れを作り活動するが、日本での記録は単独での飛来しかない。

## 形態
体長約20cm。頭から頸にかけては黄褐色で黒斑がある。背中から羽、尾は黒褐色。体の下面は薄い黄褐色。一見は、エリマキシギの幼羽に似ている。

## 生態
汽水湖、干潟、水田、河口等に生息する。貝類、甲殻類、ゴカイ等を捕食する。
「プリリリリ」と鳴く。鳴き声の違いで、エリマキシギと区別できる。